# Rezerwat przyrody Lemierzyce
Lemierzyce – leśny rezerwat przyrody w województwie lubuskim, w powiecie sulęcińskim, w gminie Słońsk. Leży w granicach Parku Krajobrazowego Ujście Warty.

## Podstawa prawna
Nr rej. woj. – 17

### Data i akt prawny obejmujący rezerwat ochroną
Zarządzenie Ministra Leśnictwa z dnia 31 marca 1970 r., Nr 55 (M.P. z 1970 r. nr 12, poz. 105)

### Inne akty prawne dotyczące rezerwatu
- Obwieszczenie Wojewody Lubuskiego z dnia 16 stycznia 2002 r. w sprawie ustalenia wykazu rezerwatów przyrody utworzonych do dnia 31 grudnia 1998 r. (Dz. Urz. Woj. Lubuskiego Nr 12, poz. 144)
- Zarządzenie Nr 45/2011 Regionalnego Dyrektora Ochrony Środowiska w Gorzowie Wielkopolskim z dnia 7 lipca 2011 r. w sprawie rezerwatu przyrody „Lemierzyce” (Dz. Urz. Woj. Lubuskiego Nr 81, poz. 1577)

## Położenie
- Województwo 		– lubuskie
- Powiat				– sulęciński
- Gmina				– Słońsk
- Obr. ewidencyjny		– Lemierzyce

## Właściciel, zarządzający
Skarb Państwa, N-ctwo Ośno Lubuskie

## Powierzchnia pod ochroną
- 3,32 ha[1]
- Dz. nr 3/1 – 3,32 ha

## Opis przedmiotu poddanego ochronie
Rezerwat graniczy od północy z rzeką Postomią i bagnem, od zachodu z rezerwatem leśnym „Dolina Postomii”, od południa z gruntami ornymi i osadą N-ctwa oraz na długości 90 m z gruntami wsi Lemierzyce. Rezerwat stanowi fragment naturalnego lasu mieszanego, porastającego strome zbocze. Drzewostan jest wielopiętrowy, w I-szym piętrze występuje buk zwyczajny, olsza czarna, dęby w wieku około 200 lat. W II-gim piętrze występuje  jawor, wiąz polny, grab pospolity, lipa drobnolistna, olsza czarna, jesion wyniosły, brzoza brodawkowata, klon pospolity, modrzew europejski i sosna zwyczajna w wieku około 120 lat. Zmieszanie kępowe i jednostkowe. W rezerwacie występuje szereg drzew o charakterze pomnikowym. Podszyt tworzy bez czarny, buk, tawuła, czeremcha, berberys, leszczyna, sporadycznie cis. W runie: konwalia majowa, zawilec gajowy, fiołek leśny, glistnik jaskółcze ziele, kokoryczka wielokwiatowa, niecierpek pospolity, gajowiec żółty, miodunka ćma, wietlica samicza, nerecznica, jastrzębiec, trawy.

## Cel ochrony
Rezerwat utworzono w celu zachowania ze względów dydaktycznych, naukowych fragmentu lasu mieszanego o naturalnym charakterze.

## Plan ochrony
Rozporządzenie Nr 16 Wojewody Lubuskiego z dnia 20 kwietnia 2004 r. w sprawie ustanowienia planu ochrony rezerwatu przyrody o nazwie „Lemierzyce” (Dz.Urz. Woj. Lubuskiego Nr 25 z 22.04.2004 r., poz. 446)
Obszar rezerwatu objęty jest ochroną czynną.
Nie podlega ochronie w zakresie prawa międzynarodowego.